# Cothen
Cothen – wieś położona w południowej części prowincji Utrecht (Holandia). Od 1996 roku część gminy Wijk bij Duurstede. Cothen liczy 2973 mieszkańców (2008). Cothen leży na północny zachód od Wijk Bij Duurstede, nad rzeką  Kromme Rijn. Z zabytków zachował neogotycki kościół Świętych Piotra i Pawła (katolicki) zbudowany w  1903 według projektu Woltera te Riele. Zachował się także XIX wiatrak typu holenderskiego znany pod nazwą Oog In 't Zeil.